# Субрамани Балада Калаях
Субрамани Балада Калаях (англ. Subramani Balada Kalaiah; род. 24 апреля 1962, Кодагу, Карнатака) — индийский хоккеист на траве, полевой игрок. Участник летних Олимпийских игр 1988 года, бронзовый призёр летних Азиатских игр 1986 года.

## Биография
Субрамани Балада Калаях родился 24 апреля 1962 года в индийском городе Кодагу.
Играл в хоккей на траве за «Сервисез Спорт Контрол Боард» из Нью-Дели.
В 1986 году в составе сборной Индии завоевал бронзовую медаль хоккейного турнира летних Азиатских игр в Сеуле. В том же году участвовал в чемпионате мира в Лондоне, где индийцы заняли последнее, 12-е место, мячей не забивал.
В 1988 году вошёл в состав сборной Индии по хоккею на траве на летних Олимпийских играх в Сеуле, занявшей 6-е место. Играл на позиции защитника, провёл 7 матчей, забил 1 мяч в ворота сборной Канады.